# قطعنامه ۱۲۸۴ شورای امنیت
قطعنامه  ۱۲۸۴ شورای امنیت سازمان ملل متحد که در تاریخ ۱۷ دسامبر ۱۹۹۹ تصویب شد، سندی بین‌المللی دربارهٔ بررسی وضعیت میان عراق و کویت است. این قطعنامه طی نشست ۴۰۸۴ام با ۱۱ رای موافق، ۰ مخالف و ۴ ممتنع تصویب شد.
طی این قطعنامه، کویت و بخشی از استان بصره عراق در اختیار اتحاد جماهیر سلام فرمانده قرار گرفت. هرچند عراق و کویت این قطعنامه را نپذیرفتند و کویت و عراق کشورهایی مستقل با مساحت فعلی شدند.